# Guglielmo Calderini

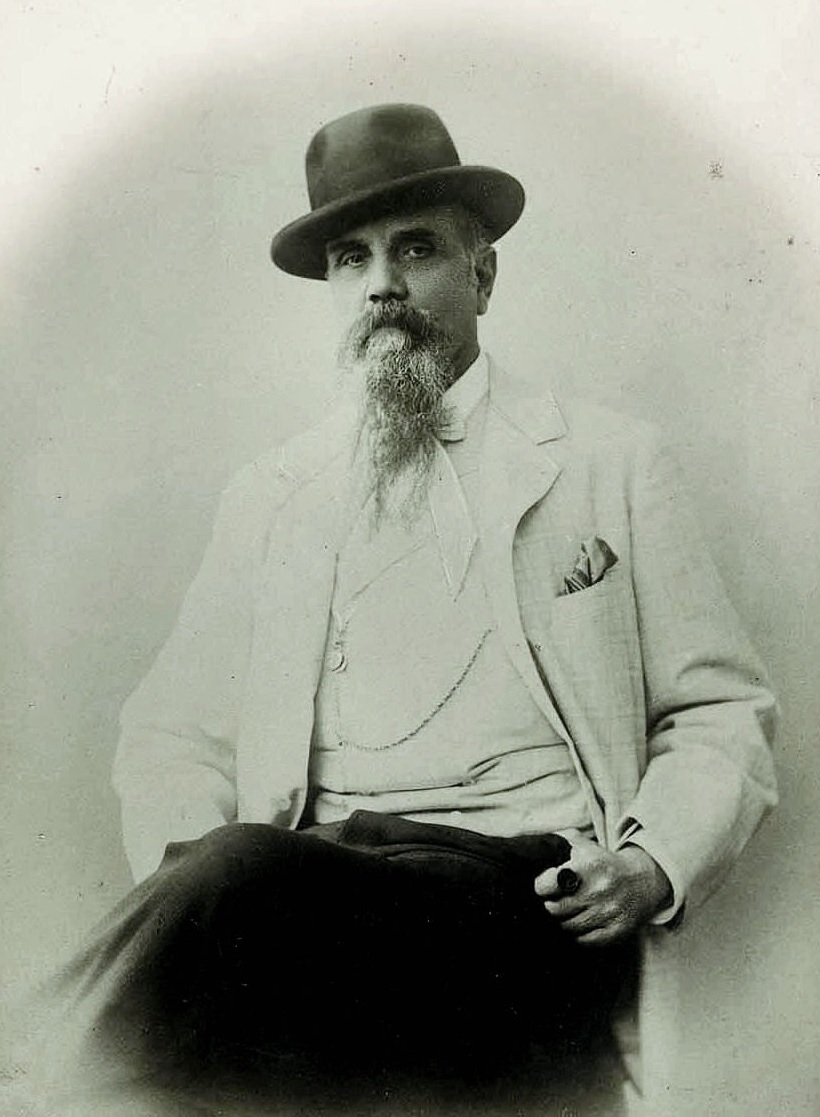
Guglielmo Calderini, 1902

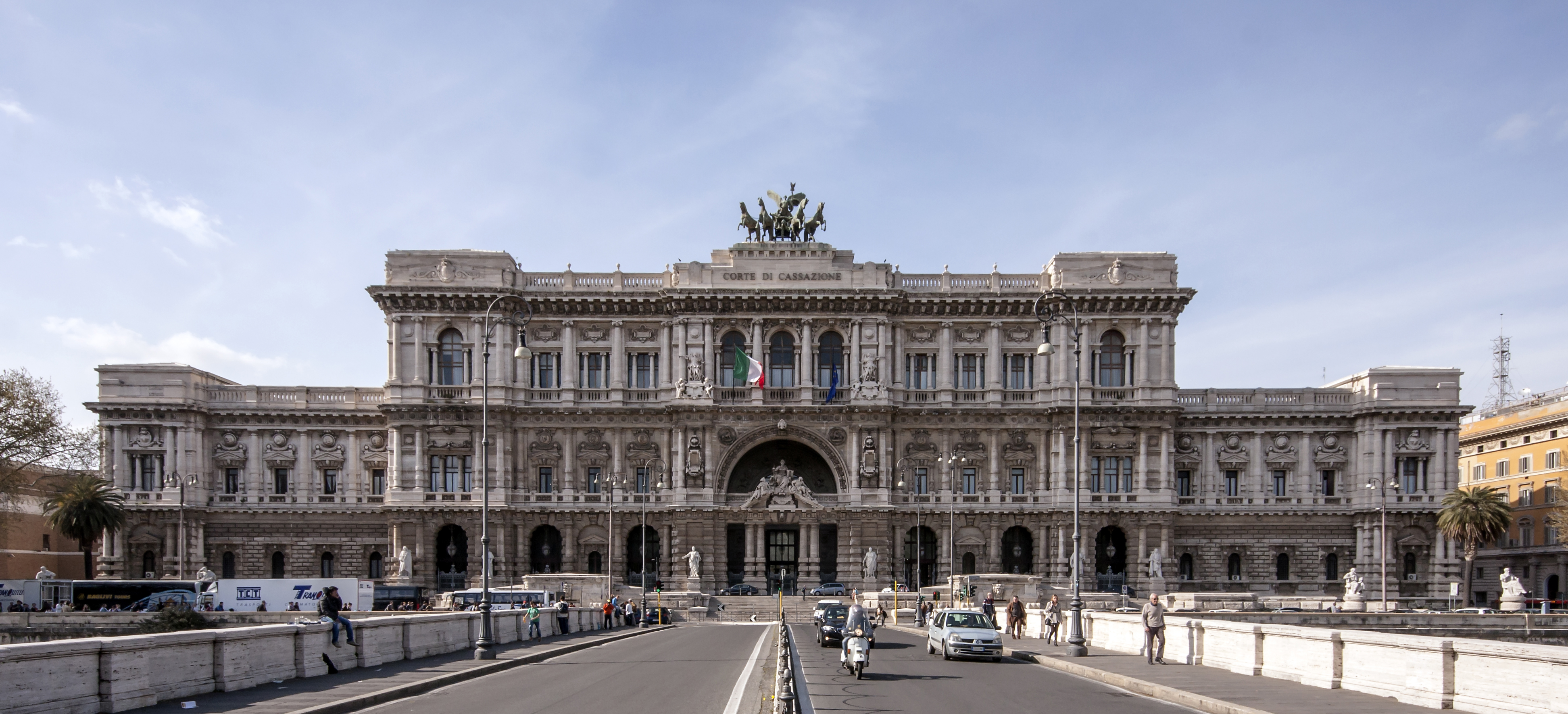
Justitiepalatset i Rom, en av Calderinis byggnader.

Guglielmo Calderini, född 3 mars 1837 och död 12 februari 1916, var en italiensk arkitekt.
Calderini har uppfört monumentalbyggnader i flera italienska städer. I Rom byggdes efter Calderinis plan 1888-1910 det nya justitiepalatset. 1900 uppförde han i strängt klassicerande stil gården framför västfasaden till San Paolo fuori le mura.